# Khaled Kharroubi
Khaled Farid Kharroubi (* 11. Februar 1984 in Lyon) ist ein französisch-algerischer Fußballspieler auf der Position eines Mittelfeldspielers.

## Karriere
Kharroubi spielte für die Nachwuchsabteilungen der Vereine Olympique Lyon und Grenoble Foot und startete seine Profikarriere 2002 beim Bangu AC. Hier spielte er eine Saison lang und wurde für die Saison 2003/04 an EC Vitória. Anschließend spielte er in den Jahren 2004 bis 2008 für den FC Valenciennes.
In der Sommertransferperiode 2008 setzte er seine Karriere in Belgien fort und spielte nacheinander für die Vereine F.C.V. Dender E.H. und Étoile FC. Ab 2011 spielte er für die thailändischen Vereine FC Osotspa-Saraburi und BEC-Tero Sasana.
Zum Sommer 2016 wechselte Kharroubi in die türkische TFF 1. Lig zu Adana Demirspor und verließ nach nur zwei Pflichtspieleinsätzen im Januar 2017 wieder.

## Erfolge
Etoile FC
- Singapore Premier League: 2010
- Singapore League Cup: 2010